# Alexander Sergejewitsch Pankow
Alexander Sergejewitsch Pankow (russisch Александр Сергеевич Панков; * 17. November 1991 in Ufa, Russische SFSR) ist ein russischer Eishockeyspieler, der seit Dezember 2016 beim HK Witjas aus der Kontinentalen Hockey-Liga unter Vertrag steht.

## Karriere
Alexander Pankow begann seine Karriere als Eishockeyspieler in seiner Heimatstadt in der Nachwuchsabteilung von Salawat Julajew Ufa, für dessen zweite Mannschaft er zunächst in der Saison 2007/08 in der drittklassigen Perwaja Liga aktiv war. Seit 2009 spielt der Angreifer für Salawats Juniorenmannschaft Tolpar Ufa in der multinationalen Nachwuchsliga Molodjoschnaja Chokkeinaja Liga. In der Saison 2010/11 gab er zudem sein Debüt für die Profimannschaft von Salawat Julajew Ufa in der Kontinentalen Hockey-Liga. Im Dezember 2010 wurde er zum Rookie des Monats der Liga gewählt.
Ab Sommer 2011 wurde er meist im Farmteam, Toros Neftekamsk, in der zweitklassigen Wysschaja Hockey-Liga eingesetzt, ehe er sich in der Saison einen Stammplatz bei Salawat Julajew erkämpfen konnte. Anschließend absolvierte er die meisten Saisonspiele in der KHL und kam vereinzelt in der zweiten Spielklasse zum Einsatz.
Im Mai 2015 wurde er zusammen mit Alexei Wassilewski im Tausch gegen Anton Lasarew an Awtomobilist Jekaterinburg abgegeben.
Ab Dezember 2016 spielte Pankow für den HK Witjas in der KHL, wurde im Verlauf der Saison 2017/18 aber auch beim HK Dynamo Sankt Petersburg eingesetzt.

## Erfolge und Auszeichnungen
- 2010 KHL-Rookie des Monats Dezember
- 2011 Gagarin-Pokal-Gewinn mit Salawat Julajew Ufa
- 2012 Bratina-Pokal-Gewinn (Meister der Wysschaja Hockey-Liga) mit Toros Neftekamsk

## KHL-Statistik
Stand: Ende der Saison 2013/14